# Ewa Zajączkowska-Hernik
Ewa Zajączkowska-Hernik (Radom, 20 de enero de 1990) es una historiadora, periodista y política polaca. Afiliada a Nueva Esperanza, desde 2024 se desempeña como miembro del Parlamento Europeo.